# 嵌入式Linux

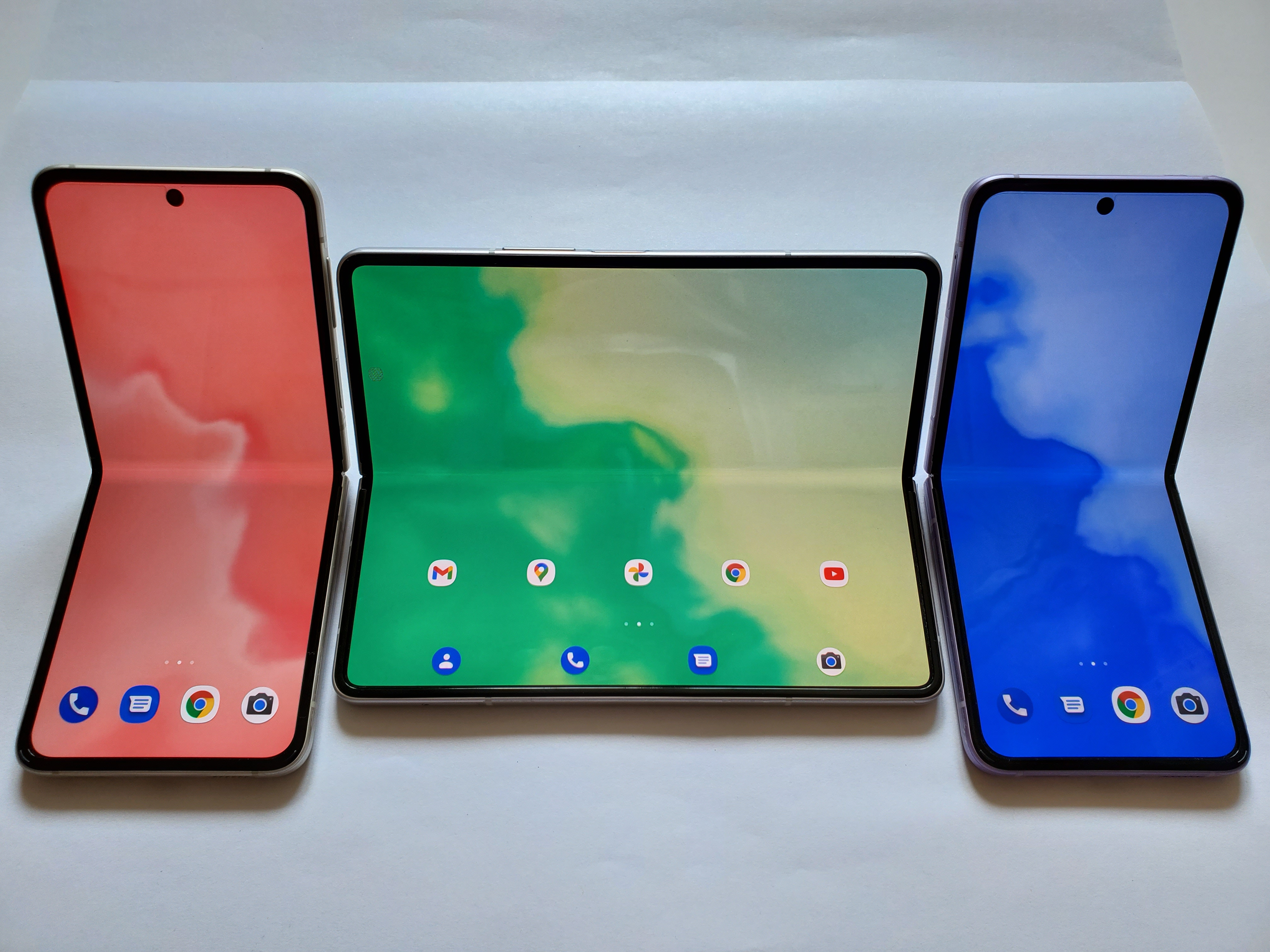
三星Galaxy Z系列,是基于Linux Android的智能手机。

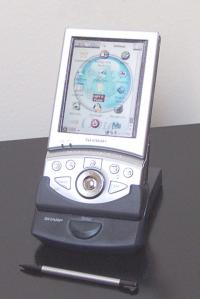
Sharp Zaurus SL-5500執行OpenZaurus和OPIE

嵌入式Linux（英語：Embedded Linux）是一類嵌入式作業系統的概稱，該類型的作業系統皆以Linux內核為基礎，設計並使用於嵌入式裝置。嵌入式Linux廣泛地使用在行動電話、個人數位助理（PDA）、媒體播放器以及眾多消費性電子裝置中。
早期嵌入式應用通常使用專用的組合語言程式碼，因而開發者必須撰寫所有的硬體驅動程式以及介面。
隨著Linux的出現，採用自由軟體的核心與公用程式得以運行於嵌入式裝置有限的硬體資源中。典型嵌入式Linux的安裝需要大約2百萬位元組（2M Byte）的系統靜態儲存記憶體。
嵌入式Linux與其他嵌入式作業系統的比較如下：

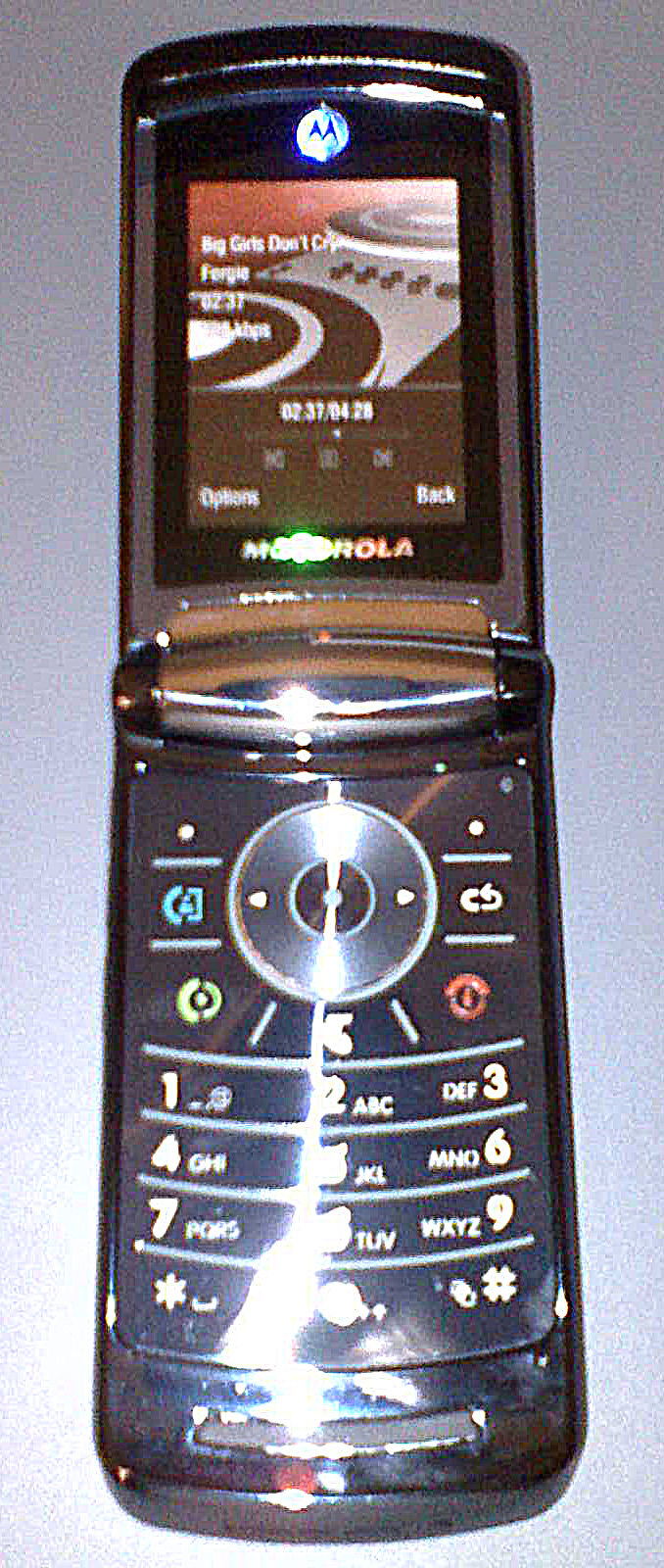
Motorola_Razr2,使用embedded Linux

- 開放源碼
- 所需容量小（最小的安裝大約需要2MiB）
- 不需版權費用
- 成熟與穩定（經歷這些年的發展與使用）
- 良好的兼容性

*並不是所有係統一樣，略有差異。

## 使用Linux的行動電話

### 原生的嵌入式Linux
- 摩托罗拉mobile telephones，一般而言是基於MontaVista Linux，包括Motorola RAZR²、V8（英语：Motorola RAZR2 V8）、ROKR E2（英语：Motorola ROKR E2）、Motorola E6等
- Openmoko（英语：Openmoko）的Neo 1973（英语：Neo 1973）或Neo Freerunner
- 诺基亚的Maemo、MeeGo
- Google的Android
- 惠普公司的webOS
- Amazon.com的金讀
- Linksys WRT54G版本4或更早
- the Panasonic P901i
- NEC N901ic telephones
- Philips LPC3180（英语：LPC3180）
- UTstarcom DV007（英语：DV007）
- gumstix（英语：gumstix） basix, connex and verdex

### 廠商
| - 愛可信 - LynuxWorks - MontaVista - EzHomeTech | - SYSGO - TimeSys - Wind River Systems |